# 10557 Rowland
10557 Rowland este un asteroid din centura principală de asteroizi.

## Descriere
10557 Rowland este un asteroid din centura principală de asteroizi. A fost descoperit pe 15 septembrie 1993 la Observatorul La Silla de Eric Walter Elst. El prezintă o orbită caracterizată de o semiaxă mare de 2,35 ua, o excentricitate de 0,06 și o înclinație de 2,6° în raport cu ecliptica.